# アーバンXアワード
アーバンXアワード（Urban X Awards）は、エスニック・ポルノグラフィの功績を称えるためにアメリカ合衆国で毎年開催される授賞セレモニーである。

## 概要
2008年、アーバン・スパイス・アワードとしてアフリカ系アメリカ人ポルノ映画監督のジアナ・テイラーによって設立され、その後アーバンXアワードとして2012年まで続いた後に中断。2017年に5年間の中断を経て復活した。この賞はアフリカ系、ラテン系、アジア系、異人種間のアダルト・コンテンツを制作した、ポルノ映画スター、プロデューサー、監督、エージェンシー、企業の業績を表彰する。受賞者は公式ウェブサイトのファン投票によって決定する。
COVID-19のパンデミックにより、2020年度の授与イベント（2021年）は開催されず、すべての候補者は2021年度に改訂された。

## 第1回イベント
2008年6月8日、アーバン・スパイス・アワードとしてスタジオ・シティ (カリフォルニア州ロサンゼルス) のプラチナ・ライブで開催された初の授賞式は、ポルノ映画スターのオリヴィア・オラヴリーとショーン・マイケルズが司会を務めた。イベント後、マイケルズは以下のように述べている: 「人々は今夜の重要性を認識する必要があります。これは130億 - 140億ドル規模の産業であり、都市コミュニティはその大きな部分を占めています。私たちを正しいやり方で認識する時がやって来ました」。

## 殿堂入りメンバー
- 2008[7]

バイロン・ロング
デヴリン・ウィード
ヘザー・ハンター
ジーニー・ペッパー
ジョニー・キーズ
ジュリアン・セント・ジョックス
レイシー・デュヴァル
レキシントン・スティール
ミスター・マーカス
レイ・ヴィクトリー
ショーン・マイケルズ
ヴァネッサ・デル・リオ
- 2009[8]

キトゥン
キム・エターニティ
マーク・アンソニー
ミカ・タン
シナモン・ラブ
スレッジ・ハマー
T・T・ボーイ
ヴァネッサ・ブルー
ウェズリー・パイプス
- 2010[9]

アレクサンダー・デヴォー
ダイアナ・デヴォー
ガイ・ディシルヴァ
ジェダ・ファイア
マイケル・ステファノ
メルセデス・アシュリー
ニナ・ハートレー
オリヴィア・オラヴリー
ロン・ハイタワー
- 2011[10]

フランチェスカ・レイ
ジャック・ネイピア
ジェイド・シュー
リサ・アン
ジャスティン・ロング
ケリー・スター
ミスター・ピート
マンディンゴ
マイルス・ロング
サラ・ジェイ
シャイラ・スタイルズ
スパンタニアス・エクスタシー
スワーヴ・XXX
- 2017[11]

アサ・アキラ
ブラッド・アームストロング
カーメン・ヘイズ
チェロキー
ファラ・フォックス
ジェイダ・スティーヴンス
ジャズミン・カシミア
ジョン・E・デプス
リサ・ダニエルズ
ミア・イザベラ
ミスティ・ストーン
ピンキー
プリンス・ヤシュア
レベッカ・バルドー
ロキシー・レイノルズ
スキー・ブラック
トニー・エヴァレディ
- 2018[12]

アレクシス・アモーレ
ダッパー・ダン
エヴァン・ストーン
ジャンナ・マイケルズ
ケイラニ・レイ
LT
ミシェル・メイリーン
モネ・ディヴァイン
ナット・ターナー
ニョミ・バンクス
リチャード・マン
- 2019[13]

アラナ・エヴァンス
アクセル・ブラウン
ビューティー・ディオール
キャンディス・フォン
チャーリー・マック
チョコレート&モカ
チャンヌ・ジェイコブス
ハバナ・ジンジャー
アイス・ラ・フォックス
ジェームズ・バルトレ
ヨアヒム・ケセフ
カプリ・スタイルズ
ミック・ブルー
- 2020[14]

ブラック・キャット
ブライアン・パンパー
キャラメル
シンディー・スターフォール
ダイナマイト
エミー・レイエス
まりか
ニッキー・スタークス
プリヤ・ラーイ
レイ・ブラック
リシェル・ライアン
リコ・ストロング
シェーン・ディーゼル
ソフィー・ディー
シドニー・カプリ
TSフォクシー
ティー・リール
ティア・サイラス
- 2022[15]

アディナ・ジュエル
エンジェル・アイズ
アナ・フォックス
アニー・クルス
アイヴァン
ジャン＝クロード・バティスト
ジェレミー
ジョスリン・ジェームズ
マリー・ラヴ
マイア・G
ナターシャ・ドリームズ
ニーナ・エル
フェニックス・マリー
リコ・シェイズ
ロック・ジ・アイコン
サモン・テイラー
ショーンダム
ソフィア・ローズ
ヴィダ・ヴァレンタイン
ウィル・ライダー
- 2023[16]

オーロラ・ジョリー
クリス・コック
デイジー・マリー
デイナ・デアーモンド
アイザイア・マクスウェル
ジャン・ヴァル・ジャン
ジョアンナ・エンジェル
ジョン・ジョン
クリスティナ・ローズ
リー・G
ロータス・レイン
ルナ・スター
マニュエル・フェラーラ
ミドリ
マイム・フリーク
ポルシェ・カレラ
ラスティ・ネイルズ
シーナ・ライダー
ステイシー・レーン
テリー・バートン
- 2024[17]

アベラ・デンジャー
アリアナ・スター
バスティ・クッキー
シェリー・デヴィル
カトラーX
ドミニク・シモン
エディ・ジェイ
ジンジャー・リン
ジャスティン・スレイヤー
ケリー・ディヴァイン
レヤ・ファルコン
リヴ・リヴァンプド
ロンドン・キーズ
ラッキー・スター
マーク・ウッド
マルコ・バンデラス
モー・ザ・モンスター
セカ
スキン・ダイアモンド
スリム・ポケ
タイラー・ナイト
ヴィーナス・ラックス
ヴィッキー・チェイス
ウェンディ・ウィリアムズ